# Pultenaea scabra
Pultenaea scabra är en ärtväxtart som beskrevs av Robert Brown. Pultenaea scabra ingår i släktet Pultenaea och familjen ärtväxter. Inga underarter finns listade i Catalogue of Life.

## Bildgalleri

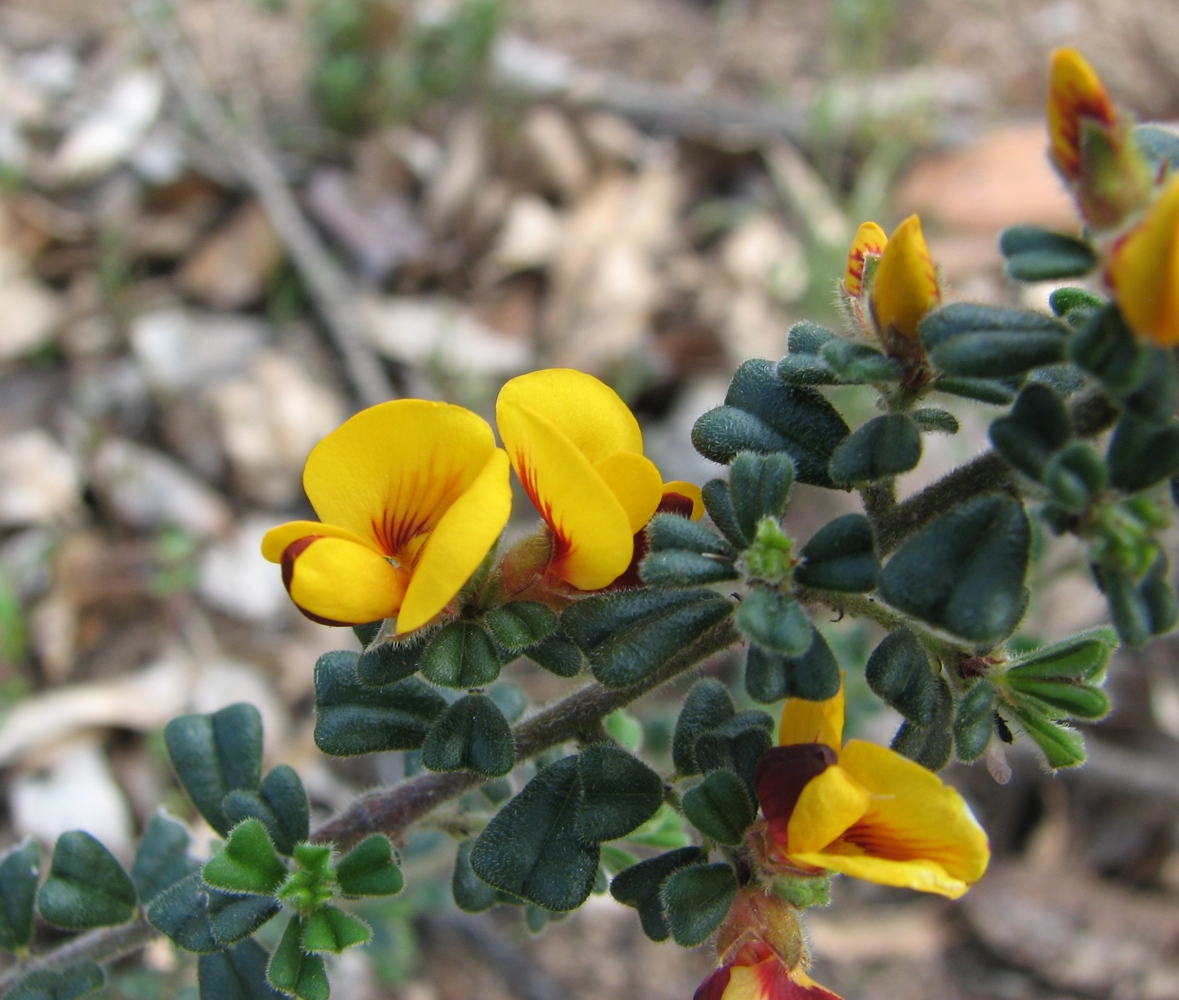